# Kruidenbuurt (Haarlem)
De Kruidenbuurt is een buurt in de Haarlemse wijk Europawijk in stadsdeel Schalkwijk. In deze buurt zijn de namen van de straten vernoemd naar kruiden, zoals; Venkelstraat, Distelstraat, Muntstraat, Dragonstraat, Kervelstraat, Mierikshof, Lavendelstraat en Tuinkersstraat.
De noordelijke grens van de buurt wordt bepaald door de Schipholweg, de oostelijke door de Europaweg, de zuidelijke door de Belgiëlaan en de westelijke door het pad langs de Kamillevaart. Het is opvallend dat de zuidelijke grens pas bij de Belgiëlaan ligt, hierdoor zijn een aantal straten in de buurt niet vernoemd naar kruiden maar naar Europese landen, deze straten zouden eigenlijk logischerwijs tot de Landenbuurt behoren.